# 山崎賢人
山崎賢人（日语：／ Yamazaki Kento */?，1994年9月7日—）是一名日本男演員兼模特兒，出身自東京都，經紀公司為星塵傳播。愛好是聽音樂，特長是足球。身高178公分，血型為A型。

## 個人介紹
山崎賢人從國小便立志成為足球員，然而在國中三年級15歲的時候，走在原宿竹下通的路上被星探挖掘，走上演藝之路。從擔任ピチレモン專屬男模特兒開始。 （页面存档备份，存于）

## 演出作品

### 電影
粗體為主演
- 管制塔（2011年4月9日，日本索尼音樂娛樂）：主演 藤田駈（與橋本愛雙主演）
- 麒麟之翼 〜劇場版·新参者〜（2012年1月28日，東寶）：飾演 杉野達也
- 奪命捉迷藏3（2012年5月12日，NBC環球娛樂）：主演 卓
- Another（2012年8月4日，東寶）：主演 榊原恒一（與橋本愛雙主演）
- 今天開始談戀愛（2012年12月8日，東寶）：飾演 長谷川西希
- 戀愛教主（日语：ジンクス!!!）（2013年11月16日，T-JOY）：飾演 野村雄介
- 鄰居同居（2014年4月12，東映）：主演 久我山柊聖（與剛力彩芽雙主演）
- 女主角失格（2015年9月19日，華納兄弟）：飾演 寺坂利太
- orange橘色奇蹟（2015年12月12日，東寶）：飾演 成瀨翔
- 狼少女和黑王子（2016年5月28日，華納兄弟）：主演 佐田恭也（與二階堂富美雙主演）
- 四月是你的謊言（2016年9月10日，東寶）：主演 有馬公生（與廣瀨鈴雙主演）
- 電影版妖怪手錶：飛天巨鯨與兩個世界的大冒險喵！（2016年12月17日，東寶）：飾演 閻魔大王
- 一週的朋友 （2017年2月18日，松竹）：主演 長谷祐樹（與川口春奈雙主演）
- JoJo的奇妙冒險 不滅鑽石 第一章（2017年8月4日，東寶/華納兄弟）：主演 東方仗助
- 齊木楠雄的災難（2017年10月21日，日本索尼影視娛樂（日语：ソニー・ピクチャーズ_エンタテインメント_(日本)）/Asmik Ace）：主演 齊木楠雄
- 冰菓（2017年11月3日，KADOKAWA）：主演 折木奉太郎（與廣瀨愛麗絲雙主演）
- 羊與鋼之森（2018年6月8日，東寶）：主演 外村直樹
- 王者天下（2019年4月19日，東寶/日本索尼影視娛樂）：主演 信
- 阿宅的戀愛太難（2020年2月7日，東寶）：主演 二藤宏嵩（與高畑充希雙主演）
- 劇場（日语：劇場_(又吉直樹)#映画）（2020年7月17日，吉本興業）：主演 永田
- 夏之門 - 前往你所在的未來 -（2021年6月25日，東寶）：主演 高倉宗一郎
- 王者天下2 向著遙遠的大地（2022年7月15日，東寶/日本索尼影視娛樂）：主演 信
- 王者天下3 命運之炎（2023年7月28日，東寶/日本索尼影視娛樂）：主演 信
- 黃金神威[[[Wikipedia:格式手册/链接#章節|錨點失效]]]（2024年1月19日，東寶）：主演 杉元佐一
- 陰陽師0（2024年4月19日）：主演 安倍晴明
- 王者天下4 大將軍的歸還（2024年7月12日，東寶/日本索尼影視娛樂）：主演 信
- 地下忍者（2025年1月24日，東寶）：主演 雲隠九郎

### 電視劇
- 熱海搜査官（日语：熱海の捜査官）（2010年7月－9月，朝日電視台）：飾演 四十万新也
- 克隆寶貝（2010年10月－12月，TBS電視台）：飾演 岡部城太郎
- 逃亡～為了所愛的你（2011年10月－12月，TBS電視台）：飾演 PANDA
- 黑之女教師（2012年7月－9月，TBS電視台）：飾演 安田俊介
- 兩人的櫃檯（日语：カウンターのふたり） 第8話（2012年8月4日，TwellV）：飾演 鴨居一
- 佐藤家的早餐，铃木家的晚餐（2013年1月28日，BS JAPAN）：主演 佐藤拓海
- 35歲的高中生（2013年4月－6月，日本電視台）：飾演 阿久津涼
- 白色榮光4 螺鈿迷宮（2014年1月－3月，關西電視台）：飾演 桜宮葵
- 即使弱小也能取勝（2014年4月－6月，日本電視台）：飾演 江波戶光輝
- 水球不良少年（2014年7月－9月，富士電視台）：飾演 三船龍二
- 小希（2015年4月－9月，NHK）：飾演 紺谷圭太
- 永遠的我們 sea side blue（日语：永遠のぼくら sea side blue）（2015年6月24日 ，日本電視台）：飾演 永田拓
- 死亡筆記（2015年7月－9月，日本電視台）：飾演  L
- 有喜歡的人（2016年7月－ 9月，富士電視台）：主演 柴崎夏向
- 陸王（2017年10月13開播－12月 ，TBS）：飾演 宮澤大地
- 致命之吻（2018年1月14開播－3月 ，日本電視台）：主演 堂島旺太郎
- 善良醫生（2018年7月12開播－9月，富士電視台）：主演 新堂湊
- 我是大哥大 最終話客串（2018年12月16日，日本電視台）：飾演 香取
- 時效警察開始了（日语：時効警察） 最終話客串（2019年12月6日，朝日電視台）：飾演 斯皮里查尔雨夜
- 原子之子（2022年10月，TBS）：主演 安積那由他

### 網路劇
- 今際之國的闖關者（2020年12月10日開播，Netflix）：主演 （和土屋太鳳雙主演）[4]
- 今際之國的闖關者第二季（2022年12月22日開播，Netflix）：主演 （和土屋太鳳雙主演）[4]

### 配音
- 第二國度 (2019年8月23日，華納兄弟) ：主演 裕

### 舞台劇
- 里見八犬傳 (2014年10月31日-12月6日)：主演 犬塚信乃
- 里見八犬傳 (2017年4月15日-5月27日 全國12都市33場公演)：主演 犬塚信乃

### PV
- Galileo Galilei (樂團)《管制塔》（2011年）
- 鴉（日语：鴉 (バンド)）《列車》（2011年）
- 菅田將暉《さよならエレジー》（2018年）

### 廣告
- フォルクスワーゲン グループ ジャパン 「父のナイトドライブ」篇（2010年）
- 静岡産業大学 「脳内スイッチ・情報デザイン」篇（2011年）
- DAIHATSU「海馬篇」、「秋田的奇岩」（2015年）
- 富士通ゼネラル 「nocriaX」（2016-2017年）
- Shadowverse（2016年）
- 三菱東京UFJ銀行(2016年)
- 野菜生活100(2016-2018年)
- Samsung Galaxy「Galaxy S7 edge」(2017年)
- マイナビ「バイト訪問 わたあめ屋編」(2017年)
- 花王株式会社「Liese FOR MEN」（2018年）
- ヤマザキ「ランチパック」（2018年12月始）
- NHK BS4K、BS8K頻道導覽（2019年4月）
- A | X  ARMANI EXCHANGE (2019年8月始）
- 東京メトロ「東京の物語を見つけていく企業広告」（2019年8月）

## 書籍

### 写真集
- ファースト写真集「現在地」（2014年3月27日、ワニブックス）ISBN 978-4-8470-4629-2
- 写真集「THE KENTOS」（2014年12月17日、東京ニュース通信社）ISBN 978-4-86336-446-2
- メモリアルBOOK「Scene#20」(2015年9月26日、KADOKAWA)
- 山﨑賢人写真集 「KENTO YAMAZAKI」(2019年4月24日、KADOKAWA)

### 雑誌連載
- ピチレモン メンズモデル（2009年12月 -、学研パブリッシング）
- 月刊ザテレビジョン連載(2014年9月-2015年9月)

## 獎項
| 年份   | 名稱                 | 獎項           | 作品                       | 結果 |
| 2016年 | 第39届日本电影学院奖 | 最佳新人奖     | orange橘色奇蹟、女主角失格 | 獲獎 |
| 2018年 | 第98届日剧学院奖     | 最佳男主角奖   | 善良醫生                   | 獲獎 |
| 2018年 | 2019爱奇艺尖叫之夜   | 亚洲新锐艺人獎 | 善良醫生、致命之吻         | 獲獎 |